# Nabil Bentaleb
Nabil Bentaleb (Lille, 24 de novembro de 1994) é um futebolista profissional argelino que atua como meia. Atualmente joga pelo Lille.

## Carreira
Bentaleb representou o elenco da Seleção Argelina de Futebol no Campeonato Africano das Nações de 2017.

### Tottenham Hotspur
Em 22 de dezembro de 2013, Bentaleb foi selecionado para o plantel dos 18 jogadores do Tottenham Hotspur, em uma partida da Premier League contra o Southampton. Ele estreou profissionalmente nesse jogo, quando entrou como substituto aos 50 minutos de Mousa Dembélé. O Tottenham venceu o jogo por 3-2. Bentaleb marcou seu primeiro gol pelo clube em 17 de dezembro de 2014, pela Copa da Liga Inglesa contra o Newcastle United. Em 6 de julho, ele assinou um novo contrato de cinco anos.

### Schalke 04
Em 25 de agosto de 2016, Bentaleb se juntou ao Schalke 04 em um contrato de empréstimo que durou uma temporada. Fez sua estreia em um jogo fora de casa contra o Frankfurt dois dias depois, quando o Schalke perdeu por 1-0. Em 15 de outubro, Bentaleb marcou seu primeiro gol pelo Schalke, frente ao Augsburg no empate por 1 a 1. Este foi o primeiro gol revisado pela tecnologia de linha de gol na Bundesliga.
Em 24 de fevereiro de 2017, o Tottenham Hotspur anunciou que havia chegado a um acordo com o Schalke 04 para que a transferência do Bentaleb se tornasse permanente no final do período do empréstimo. 

### Newcastle United
Em 21 de janeiro de 2020, o Bentaleb assinou um empréstimo com o Newcastle United pelo restante da temporada 2019-20 da Premier League. Bentaleb estreou no empate em 0-0 com o Oxford United na quarta rodada da FA Cup. 

### Lille
Em 28 de agosto de 2023, Bentaleb se juntou ao time de sua cidade natal, Lille OSC, em um contrato de três anos.